# Armiński (cràter)
Armiński és un petit cràter d'impacte lunar que es troba a la cara oculta de la Lluna, al nord-est de la gran conca emmurallada de Gagarin. Al nord-oest d'Armiński es troba el cràter Beijerinck, i al sud-est es troba Cyrano.
La vora d'Armiński té una forma lleugerament ovalada, sent una mica allargada en la direcció nord-est. Forma un cràter doble amb Armiński K, una formació lleugerament més petita gairebé unida a la vora sud-est. Hi ha dos petits cràters que es troben a la part sud-oest de la paret exterior d'Arminski. El sòl interior és relativament pla, amb un petit cràter prop de la paret interior occidental.

## Cràters satèl·lits
Per convenció aquestes característiques s'identifiquen en els mapes lunars col·locant la lletra al costat del punt central del cràter que és més proper a Armiński.
| Armiński | Latitud | Longitud | Diametre |
| -------- | ------- | -------- | -------- |
| D        | 15.9° S | 155.3° E | 19 km    |
| K        | 17.1° S | 154.6° E | 22 km    |